# Creswell (Oregon)
Creswell é uma cidade localizada no estado norte-americano de Oregon, no Condado de Lane.

## Demografia
Segundo o censo norte-americano de 2000, a sua população era de 3579 habitantes. Em 2006, foi estimada uma população de 4754, um aumento de 1175 (32.8%).

## Geografia
De acordo com o United States Census Bureau tem uma área de 3,2 km², dos quais 3,1 km² cobertos por terra e 0,1 km² cobertos por água. Creswell localiza-se a aproximadamente 153 m acima do nível do mar.

## Localidades na vizinhança
O diagrama seguinte representa as localidades num raio de 28 km ao redor de Creswell.